# Shireen Hunter
Shireen Hunter jest doktorem politologii, ekspertem w sprawach Iranu, polityki i ekonomii bliskowschodniej, odrodzenia islamskiego, Kaukazu, Azji Centralnej. Od 2005 r. wykłada gościnnie w Centrum Zrozumienia Muzułmańsko-Chrześcijańskiego (Centre for Muslim-Christian Understanding) na Uniwersytecie Georgetown, poprzednio m.in. dyrektor Programu ds. Islamu w Centrum Studiów Strategicznych i Międzynarodowych (CSIS) w Waszyngtonie (od 1983 r.). Jest konsultantem RAND Corporation. W latach 1993–1997 pracowała naukowo w Centrum Europejskich Studiów Politycznych (Centre for European Policy Studies).
Jest Iranką z pochodzenia, licencjat (BA) z prawa międzynarodowego uzyskała na Uniwersytecie w Teheranie, magisterium ze stosunków międzynarodowych na London School of Economics, doktorat z politologii uzyskała w Genewie, w Institut Universitaire de Hautes Etudes Internationales. Mówi po angielsku, francusku, persku i azersku, uczy się arabskiego. W Stanach Zjednoczonych mieszka od 1978 r., obywatelstwo USA posiada od 1985 r.
W latach 1966–1978 była członkiem irańskiego korpusu dyplomatycznego, była konsulem, służyła też okresowo jako Chargé d’affaires w misji irańskiej przy ONZ w Genewie.

## Publikacje

### Książki
- Islam and Human Rights: Advancing a US-Muslim Dialogue (red., CSIS Press, 2005)
- Modernization, Democracy and Islam (współred. i autor, Praeger 2005)
- Islam in Russia: the Politics of Identity and Security (M. E. Sharpe, 2004)
- Islam: Europe’s Second Religion (red., Praeger, 2002)
- The Future of Islam-West Relations: Clash of Civilizations or Peaceful Coexistence? (CSIS/Praeger, 1998)
- Central Asia Since Independence (CSIS/Praeger, 1996)
- The Transcaucasus in Transition: Nation-Building and Conflict (CSIS/Westview Press, 1994)
- Iran After Khomeini (Praeger, 1992)
- Iran and the World: Continuity in a Revolutionary Decade (IUP, 1990)
- The Politics of Islamic Revivalism (editor, IUP, 1988)
- OPEC and the Third World: Politics of Aid (Indiana University Press, 1984)

### Wybrane monografie
- The Algerian Crisis: Origins, Evolution, and Implications for the Maghreb and Europe (CEPS Paper Nr. 66, 1996)
- Turkey at the Crossroads: Islamic Past or European Future? (CEPS Paper Nr. 63, 1995)
- Gulf Cooperation Council (red., CSIS, 1984)
- Internal Developments in Iran (red., CSIS, 1985)
- The PLO After Tripoli (editor, CSIS, 1984)